# Industrialisierung

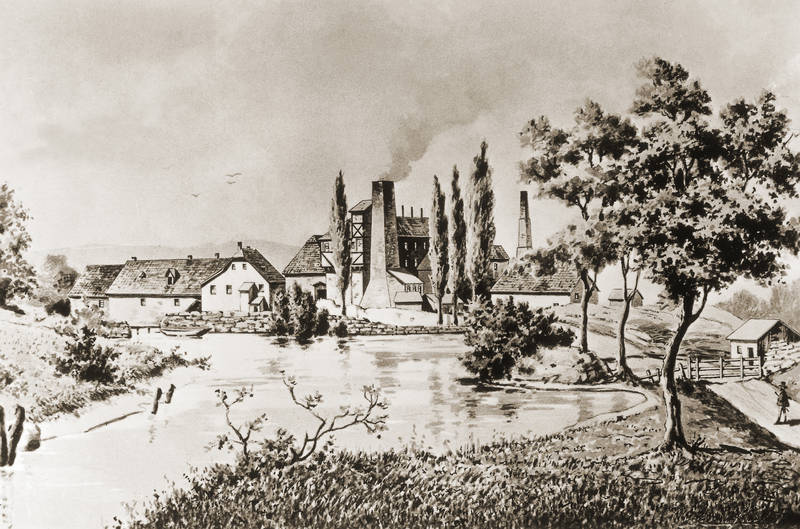
St.-Antony-Hütte von 1758, Abbildung von 1835

Die Harkortsche Fabrik auf Burg Wetter von Alfred Rethel, ca. 1834

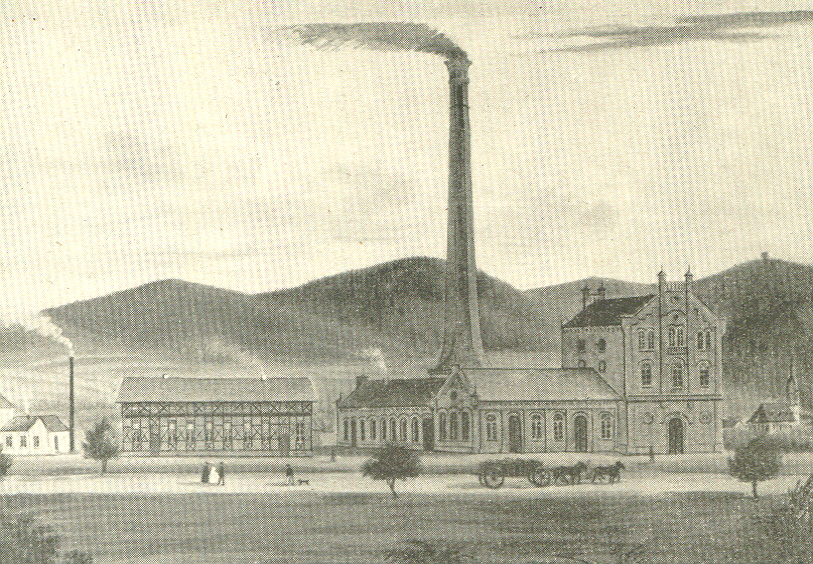
Zeche Mittelfeld, Ilmenau (Zeichnung um 1860)

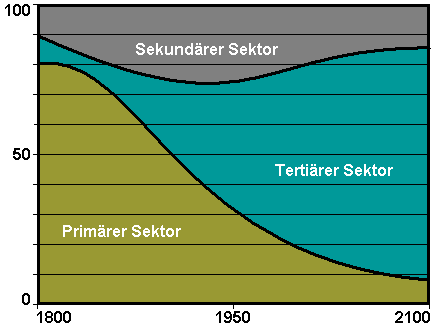
Fourastié – Entwicklung der drei Wirtschaftssektoren für Frankreich

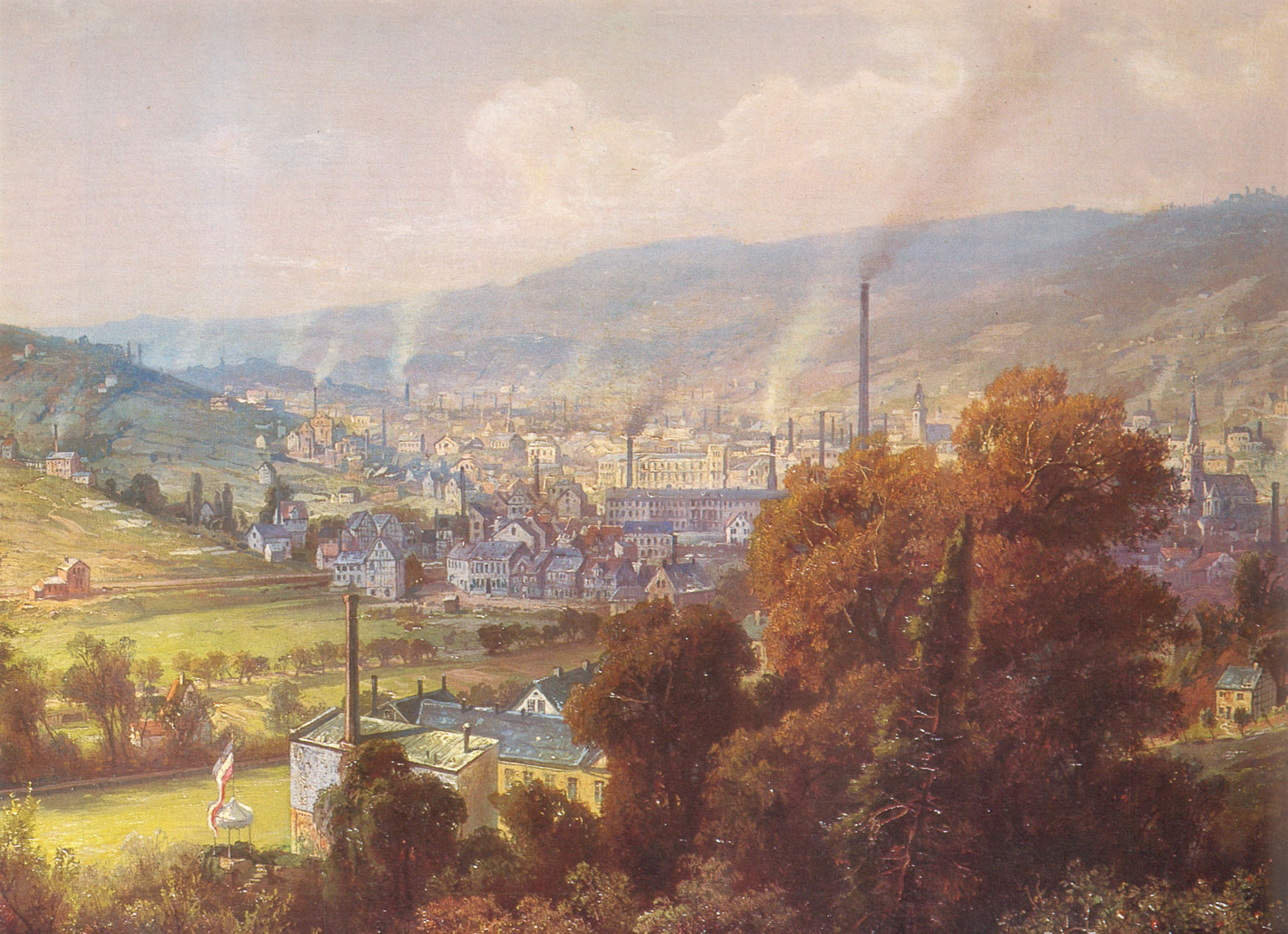
Barmen um 1870 vom Ehrenberg aus gesehen, Gemälde von August von Wille

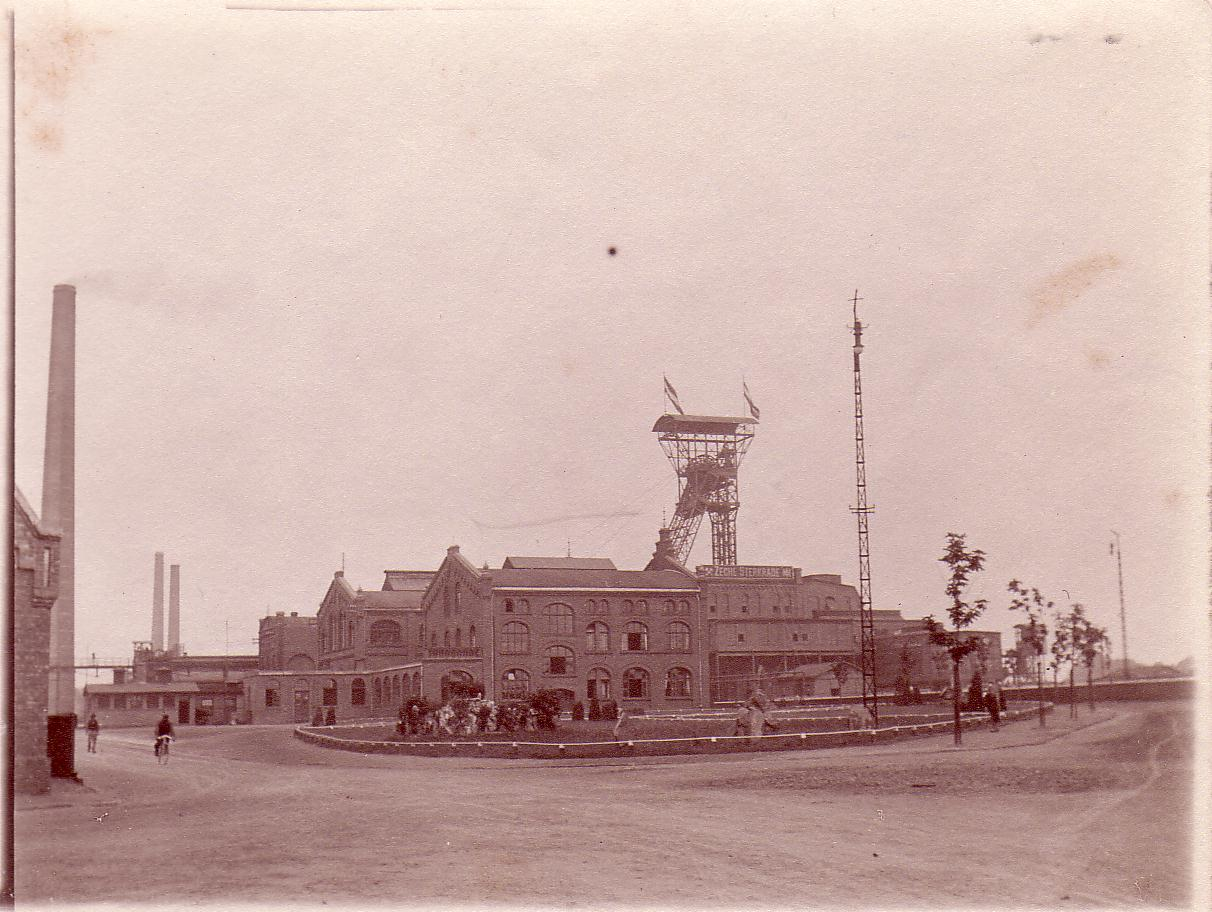
Zeche Sterkrade, Foto, ca. 1910–1913

Industrialisierung ist innerhalb eines Staates ein Prozess, während dessen sich ein Agrarstaat zu einem Industriestaat entwickelt. Ein Gegenbegriff ist die Deindustrialisierung.
Weltweit gab es zunächst Agrarstaaten, in denen die Arbeit in der Landwirtschaft und damit die Produktion von Agrarprodukten natürlichen, witterungsbedingten Einflüssen unmittelbar unterliegt. Das führt zu schwankenden Ernteerträgen und auch zu Missernten durch Dürre, Schädlinge, Überschwemmungen etc. Staatsziel des Agrarstaates ist vor allem die Subsistenzwirtschaft zur Selbstversorgung mit eigenerzeugten Agrarprodukten, idealerweise mit einem Selbstversorgungsgrad von 100 %. Industrialisierung bezeichnet technisch-wirtschaftliche Prozesse des Übergangs von agrarischen zu industriellen Produktionsweisen, in denen sich die maschinelle Erzeugung von Gütern und Dienstleistungen durchsetzt.
Der Unterscheidung zwischen Industrie- und Agrarstaaten liegt der jeweils herrschende Wirtschaftssektor (Industrieproduktion oder Agrarproduktion) und deren Anteil am Bruttoinlandsprodukt (BIP) oder der Anteil der Erwerbstätigen jener Sektoren an den gesamten Erwerbstätigen zugrunde. Typische Agrarstaaten sind alle Entwicklungs- und die meisten Schwellenländer. Sie besitzen das größte Marktpotenzial für ihre Industrialisierung.

## Volkswirtschaftliche Ursachen
Jean Fourastié ging 1949 in seiner Drei-Sektoren-Hypothese von einem Staatsmodell aus, das drei Sektoren umfasste, nämlich den primären Sektor (Landwirtschaft, Fischerei und Forstwirtschaft; im weiteren Sinne auch der Bergbau), sekundären Sektor (Baugewerbe, Energie- und Wasserversorgung, Handwerk oder verarbeitendes Gewerbe) und den tertiären Sektor (Dienstleistungen im Finanzwesen, Forschung und Entwicklung, Gastronomie, Handel, Immobilienwirtschaft, Verkehr und Nachrichtenübermittlung, öffentliche Verwaltung usw.).
Mit seinem Drei-Sektoren- bzw. Drei-Phasen-Modell versuchte Fourastié die idealtypische Entwicklung einer Volkswirtschaft bis hin zur Dienstleistungsgesellschaft zu erklären (sektoraler Strukturwandel). Ausgehend vom Agrarmarkt wachse zunächst die Industrieproduktion, die zunehmend Landtechnik herstelle und technischem Fortschritt unterliege, so dass Arbeitsplätze im Primärsektor verschwänden und im Sekundärsektor benötigt würden. Eine Marktsättigung tritt am schnellsten ein bei Produkten des primären Sektors, dann bei denen des sekundären Sektors, während die Nachfrage nach denen des tertiären Sektors unbegrenzt sei und bleibe. Die zunehmende Automatisierung und Mechanisierung in diesen Sektoren führe zu mehr Freizeit für die Arbeitskräfte, was die Dienstleistungen des tertiären Sektors stärke.

## Geschichte

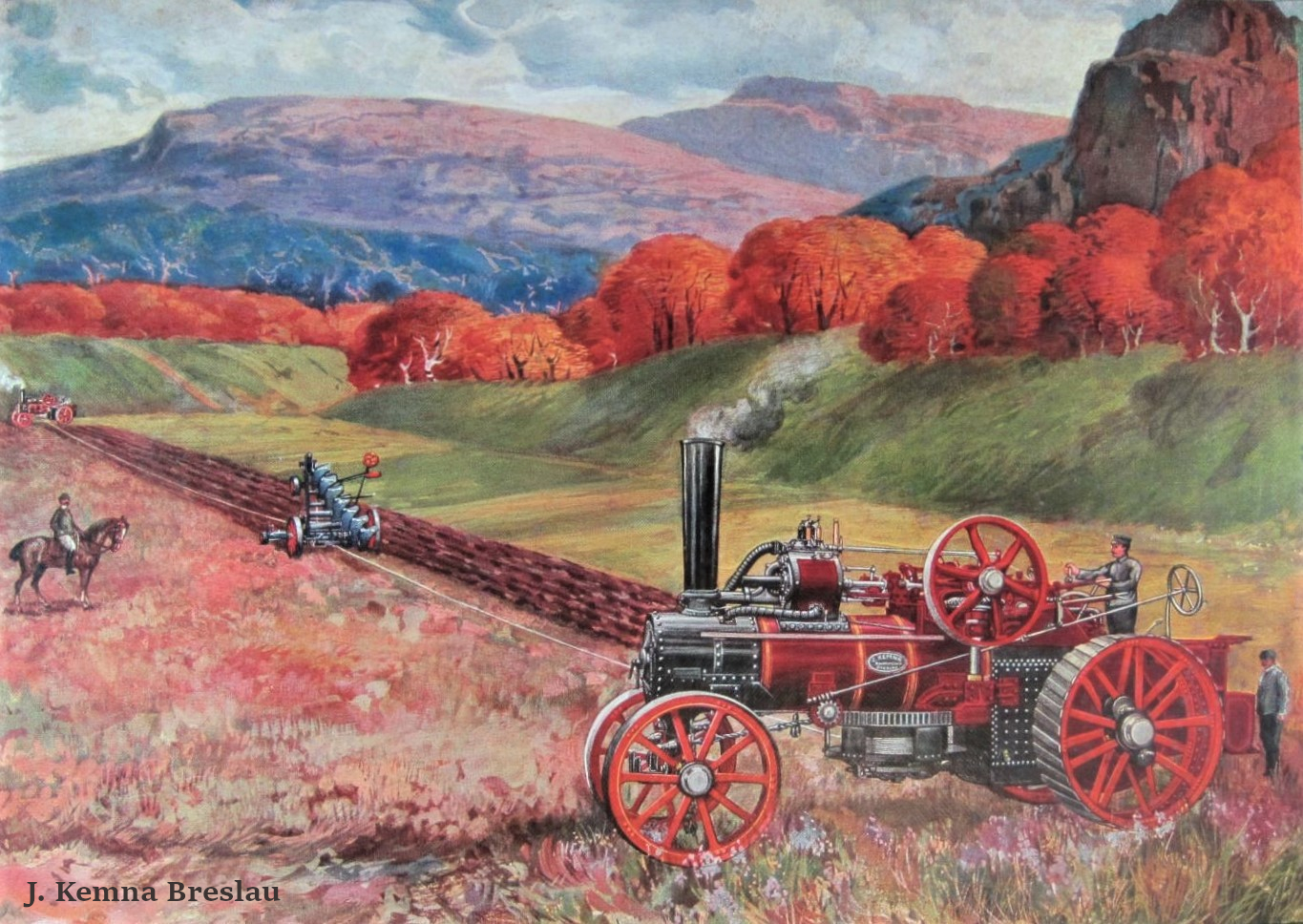
Industrialisierung bedeutet auch die Mechanisierung traditionell manueller Wirtschaftssektoren wie der Agrikultur.

Im Mittelalter arbeiteten weltweit etwa 70 % der Beschäftigten im primären, 20 % im sekundären und lediglich 10 % im tertiären Sektor – die typische Struktur eines Agrarstaates. Als erster Industriestaat weltweit gilt England; es hatte seinen Aufstieg der Kohle und dem Eisen zu verdanken. Ab 1765 trat dort ein Umschwung ein, der sich durch sinkende Getreideexporte ankündigte, die auch auf das Wachstum der Industrie und des Gewerbes zurückzuführen waren. Schrittmachertechnologien  waren die Erfindung der Dampfmaschine (1712 durch Thomas Newcomen, 1769 von James Watt entscheidend weiterentwickelt), der Spinnmaschine (Spinning Jenny), des mechanischen Webstuhls (1785 durch Edmond Cartwright), der Werkzeugmaschine und des Puddelverfahrens bei der Eisengewinnung. Die Erfindung der Dampflokomotive (1804 durch Richard Trevithick) und der ersten öffentlichen Eisenbahnen gelten als das Ende der (ersten) Industriellen Revolution in England. Es stellte die Weichen für einen bürgerlichen Industriestaat, den Arnold Toynbee 1882 als industrielle Revolution (englisch industrial revolution) bezeichnete. Für Fourastié begann hier die Übergangsperiode, als etwa 50 % der Beschäftigten im sekundären Sektor arbeiteten (zu Lasten des primären Sektors mit nur noch 20 %); 30 % arbeiteten nun im tertiären Sektor.
Nach dem Ende des Wiener Kongresses im Juni 1815 setzte die industrielle Revolution in Deutschland mit der Frühindustrialisierung ein. Basis dieser Entwicklung war zumeist der Aufbau einer Textilindustrie wie man es beispielhaft am Aufstieg der frühen industriellen Zentren im Tal der Wupper (Barmen und Elberfeld) und im Königreich Sachsen (Chemnitz wurde sächsisches Manchester genannt) beobachten konnte. Sichtbar wurde die Frühindustrialisierung unter anderem durch die Gründung der „Preußisch-Rheinischen Dampfschifffahrtsgesellschaft“ (Vorläuferin der Köln-Düsseldorfer Deutsche Rheinschiffahrt) im Oktober 1825. Im Juni 1837 folgte die Rheinische Eisenbahn-Gesellschaft, im Oktober 1843 die Köln-Mindener Eisenbahn-Gesellschaft. Hiervon profitierten der Schiff- und Eisenbahnbau. An der Spitze des Eisenbahnbaus stand die Firma Borsig, die 1841 ihre erste und 1858 bereits die tausendste Lokomotive herstellte und mit 1100 Beschäftigten zur drittgrößten Lokomotivfabrik der Welt aufstieg (Hochindustrialisierung in Deutschland).
Die Industrialisierung Frankreichs nahm im Zeitraum zwischen 1830 und 1860 an Fahrt zu; es kam zu einem rasanten Anstieg der industriellen Produktion. 
Die industrielle Revolution in den USA setzte vergleichsweise spät ein, seit 1850 zügig und nach dem Ende des Sezessionskrieges (1861–1865) deutlich erkennbar.
Fourastiés Hypothese der „tertiären Zivilisation“ aus dem Jahre 1949 sah künftig 80 % der Beschäftigten im tertiären Sektor, die Industrie und der Agrarsektor würden auf jeweils 10 % sinken. Schon früh hat sich während der Industrialisierung eine Industriekritik geäußert, die später in eine ökologische Kritik überging.

## Statistiken
Die folgenden Statistiken sind in die drei klassischen Sektoren aufgeteilt, gemessen am Anteil des jeweiligen Sektors am BIP.

### Afrika
Bei den typischen Agrarstaaten Afrikas ist stets der tertiäre Sektor größer als der sekundäre Sektor, wie die nachstehende Auswahl zeigt:
| Land                         | Landwirtschaft in % des BIP *) | Industrie in % des BIP *) | Dienstleistungen in % des BIP *) |
| ---------------------------- | ------------------------------ | ------------------------- | -------------------------------- |
| Burundi                      | 39,5                           | 16,4                      | 44,2                             |
| Guinea-Bissau                | 50,0                           | 13,1                      | 36,9                             |
| Komoren                      | 47,7                           | 11,8                      | 40,5                             |
| Mali                         | 41,8                           | 18,1                      | 40,5                             |
| Niger                        | 41,6                           | 19,5                      | 38,7                             |
| Sierra Leone                 | 60,7                           | 6,5                       | 32,8                             |
| Somalia                      | 60,2                           | 7,4                       | 32,5                             |
| Sudan                        | 39,6                           | 2,6                       | 57,8                             |
| Tschad                       | 52,3                           | 14,7                      | 33,1                             |
| Zentralafrikanische Republik | 43,2                           | 16,0                      | 40,8                             |

- (*) Anmerkung: Rundungsdifferenzen vorhanden.

Auf den ersten zehn Plätzen weltweiter Agrarstaaten befinden sich ausschließlich Staaten aus Afrika. Auch auf den weiteren Plätzen dominieren afrikanische Staaten, erst Tadschikistan folgt auf Rang 20 mit 28,6 % als erster nicht-afrikanischer Staat. Den höchsten Anteil der Agrarproduktion am BIP weist Sierra Leone (60,7 %) auf, gefolgt von Somalia (60,2 %), Tschad (52,3 %) und Guinea-Bissau (50,0 %). In allen drei Staaten ist der Dienstleistungssektor stärker als die Industrie. Bereits der Sudan und Burundi haben den Wandel zur Dienstleistungsgesellschaft vollzogen.

### Lateinamerika
In Lateinamerika ist die Industrialisierung weitgehend abgeschlossen:
| Land        | Landwirtschaft in % des BIP *) | Industrie in % des BIP *) | Dienstleistungen in % des BIP *) |
| ----------- | ------------------------------ | ------------------------- | -------------------------------- |
| Argentinien | 10,8                           | 28,1                      | 61,1                             |
| Brasilien   | 6,6                            | 20,7                      | 72,7                             |
| Chile       | 4,2                            | 32,8                      | 63,0                             |
| Kolumbien   | 7,2                            | 32,8                      | 60,1                             |
| Mexiko      | 3,6                            | 31,9                      | 64,5                             |
| Peru        | 7,6                            | 32,7                      | 59,9                             |
| Uruguay     | 6,2                            | 24,1                      | 69,7                             |
| Venezuela   | 4,7                            | 40,4                      | 54,9                             |

- (*) Anmerkung: Rundungsdifferenzen vorhanden

Der Dienstleistungssektor dominiert in allen gezeigten Staaten Lateinamerikas und ist bedeutender als die Industrie. Die Landwirtschaft ist nahezu bedeutungslos.

### Asien
Asien zeigt ein sehr differenziertes Bild:
| Land                | Landwirtschaft in % des BIP *) | Industrie in % des BIP *) | Dienstleistungen in % des BIP *) |
| ------------------- | ------------------------------ | ------------------------- | -------------------------------- |
| Volksrepublik China | 7,9                            | 40,5                      | 51,6                             |
| Hongkong            | 0,1                            | 7,6                       | 92,3                             |
| Indien              | 15,4                           | 23,0                      | 61,5                             |
| Indonesien          | 13,7                           | 41,0                      | 45,4                             |
| Nordkorea           | 22,5                           | 47,6                      | 29,9                             |
| Südkorea            | 2,2                            | 39,3                      | 58,3                             |
| Malaysia            | 8,8                            | 37,6                      | 53,3                             |
| Philippinen         | 9,6                            | 30,6                      | 59,8                             |
| Singapur            | 0,0                            | 24,8                      | 75,2                             |
| Vietnam             | 15,3                           | 33,3                      | 51,3                             |

- (*) Anmerkung: Rundungsdifferenzen vorhanden

In allen Ländern außer Nordkorea ist der Dienstleistungsbereich der größte Sektor.

## Wirtschaftliche Aspekte
Das Pro-Kopf-Einkommen ist in Industriestaaten höher als in reinen Agrarstaaten, weil das Preisniveau von Industrieprodukten höher und die Wertschöpfungskette umfangreicher als bei Agrarprodukten sind. So betrug das Pro-Kopf-Einkommen vom Agrarstaat Burundi im Jahre 2017 knapp 700 US $, in Großbritannien dagegen 44.300 US $. Um das Einkommen der Bevölkerung zu verbessern, ist eine Industrialisierung in Agrarstaaten attraktiv. Die Industrialisierungsphase ist gekennzeichnet durch industriellen Strukturwandel, bei dem Arbeitsplätze in der Landwirtschaft wegfallen und offene Stellen in der Industrie entstehen. Dieser Vorgang führt zu sektoraler Arbeitslosigkeit (Unterbeschäftigung) in der Landwirtschaft und Überbeschäftigung in der Industrie, bis die Anpassungsprozesse abgeschlossen sind.

## Folgen
Als Auswirkungen der Industrialisierung werden die Urbanisierung, der Wechsel von Selbstversorgungs- (Subsistenzwirtschaft) zur Fremdversorgungsgesellschaft, Geburtenrückgang, Prosperität (in den Industrienationen), aber auch die zunehmende Demokratisierung, die auf den wachsenden Wohlstand angewiesen war, genannt. Es folgten eine zunehmende Umweltverschmutzung sowie insbesondere die globale Erwärmung.